# Реувен, Мирон
Мирон Реувен (ивр. מירון ראובן‎, род. 1961, Кейптаун, Западно-Капская провинция) — израильский дипломат. В ноябре 2020 года Реувен был назначен генеральным консулом в Новой Англии.

## Биография
Мирон Реувен родился в Южной Африке. Он переехал в Лондон, Великобритания, вместе со своей матерью, а затем репатриировался в Израиль в 1974 году. Он окончил Еврейский университет в Иерусалиме, где изучал дипломатию и международные отношения. У него есть две дочери от предыдущего брака, которых он воспитывает вместе со своим партнёром Давидом.

## Дипломатическая карьера
Реувен занимал пост постоянного представителя Израиля при Организации Объединённых Наций (2010–2011), посла в Парагвае, Боливии и Колумбии. С 2015 по 2020 год — начальник Государственного протокола. Он сменил Зеэва Бокера на посту консула. Он работал непублично на встречах, которые привели к подписанию Соглашений Авраама.